# Vlkančice
Vlkančice település Csehországban, a Kelet-prágai járásban. Vlkančice Úžice, Stříbrná Skalice, Výžerky, Sázava, Barchovice és Chocerady településekkel határos. Lakosainak száma 214 fő (2024. január 1.).

## Népesség
A település lakosságának változását az alábbi diagram mutatja:
| Lakosok száma | 385  | 425  | 327  | 199  | 102  | 146  | 180  | 193  | 234  | 214  |
|               | 1869 | 1900 | 1921 | 1961 | 1980 | 2011 | 2016 | 2019 | 2021 | 2024 |